# La gitanilla
La gitanilla (deutsch Das Zigeunermädchen, Geschichte des Zigeunermädchens oder Die kleine Zigeunerin) ist eine Novelle von Miguel de Cervantes. Die Novelle erschien 1613 in Madrid als Teil der Novelas ejemplares.

## Kurzbeschreibung
La Gitanilla ist die Geschichte eines 15-jährigen Roma-Mädchens namens Preciosa, das mit ihrer vermeintlichen Familie nach Madrid reist. Dort trifft Preciosa auf den Adligen Don Juan de Cárcamo, der bereit ist, zwei Jahre lang in Preciosas Familie zu leben, wenn er im Gegenzug Preciosa heiraten darf. Die Aufdeckung eines jahrelang zurückliegenden Verbrechens von Preciosas angeblicher Großmutter sorgt trotz eines aktuellen Verbrechens Don Juans für ein unerwartetes Happy End.

## Inhaltsangabe
Aufstieg Preciosas zur Berühmtheit
Preciosa ist ein 14- oder 15-jähriges Roma-Mädchen, das von ihrer vermeintlichen Großmutter erzogen wurde. Preciosas Großfamilie reist nach Madrid, wo Preciosa bei den Feiern am Annentag singt und tanzt. Am Ende des Tags hat Preciosa durch ihren Auftritt erreicht, „daß man in ganz Madrid von ihrer Schönheit, ihrem scharfen Witz, ihrer Klugheit und ihrer Tanzkunst“ spricht. Zwei Wochen später tritt Preciosa mit drei weiteren Roma-Mädchen erneut öffentlich in Madrid auf. Aufgrund ihrer Darbietung werden sie für einen Auftritt vor einer Privatgesellschaft engagiert. Auf dem Weg dorthin werden Preciosa und die ihren spontan zu einem weiteren Auftritt geladen, und Preciosa gewinnt auf offener Straße den schmuck gekleideten Knappen Don Sancho als Mäzen. Als die gleiche Roma-Gruppe sich am Folgetag erneut gen Madrid aufmacht, trifft sie „etwa fünfhundert Schritte vor den Toren der Stadt“ auf einen „vornehmen und hübschen jungen Mann allein und zu Fuß“. Der junge Mann, Don Juan de Cárcamo, ist nach eigenen Angaben der inzwischen berühmten Preciosa „rettungslos verfallen“ und hält um Preciosas Hand an. Preciosa fordert von Don Juan, er müsse zum Beweis seiner ernsten Absichten sein Elternhaus verlassen „und es mit unserem Lager vertauschen“, wo er zwei Jahre lang leben und von Preciosa auf seinen Charakter geprüft werden solle. Don Juan ist einverstanden: Er brauche ungefähr acht Tage für die Vorbereitungen, beispielsweise für die Ausstattung mit finanziellen Mitteln. Seinen Eltern gegenüber werde er behaupte, nach Flandern reisen zu wollen. Don Juan und die Roma-Gruppe vereinbaren, dass man sich nach Ablauf der acht Tage am gleichen Ort wieder treffen solle. Auf getrennten Wegen gehen Don Juan und die Roma-Gruppe nach Madrid hinein.
Die Roma-Gruppe will in Madrid prüfen, ob die Angaben Don Juans wahr sind. Als die Roma-Gruppe die Außenfront von Don Juans angeblichem Heim erreicht, winkt Don Juans Vater, der Santiago-Ritter Don Francisco de Cárcamo, vom Balkon aus: Die berühmte Preciosa und deren Begleiterinnen mögen für eine Privatvorstellung heraufkommen. Dort sind auch Don Juan und zwei weitere Herren anwesend. Während der Privatvorstellung verliert Preciosa ein Sonett ihres Mäzens Don Sancho. Der Text weckt die Eifersucht Don Juans. Die Eifersucht wird gesteigert dadurch, dass einer der anwesenden Herren den Sonett-Verfasser als guten Dichter lobt, und Preciosa gemäß dem Eindruck, den sie von Don Sancho hat, korrigiert: „Er ist gar kein Dichter, sondern ein sehr vornehmer Knappe und ehrenwerter Mann.“
Einstieg Juans ins Roma-Leben
Zur vereinbarten Zeit treffen Don Juan und die Roma am vereinbarten Ort wieder zusammen. Die Roma bringen Don Juan, der den Alias-Namen Andrés Caballero erhält, in ihr Lager außerhalb der Stadt, wo er seine ersten Lektionen über das Leben bekommt, das ihn in nächster Zeit erwartet. Die Gruppe zieht von Madrid gen Toledo. Nachdem man mehr als einen Monat im Gebiet um Toledo bleibt und Juan/Andrés mit den Gepflogenheiten der Roma vertraut zu machen versucht, zieht die Gruppe im September weiter in die Extremadura. Dort ertappen die Roma-Wachhunde eines Nachts den als Müller verkleideten Don Sancho, der von den Hunden verletzt wird und den Roma gegenüber behauptet, zum 30 Meilen entfernten Wallfahrtsort La Peña de Francia unterwegs zu sein und Alonso Hurtado zu heißen. Allerdings lügt Sancho/Alonso dermaßen ungeschickt, dass Juan/Andrés ihn sofort enttarnt und voller Eifersucht fürchtet, Don Sancho stelle Preciosa nach, die er als seine Verwandte bezeichnet. Don Sancho gibt jedoch an, er habe zusammen mit einem Cousin im Kampf zwei Männer getötet und sei nun auf der Flucht nach Sevilla, wo ein italienischer Freund der Familie seines Cousins lebe, „und auf diese Weise hoffe ich, bis nach Cartagena gelangen zu können. Von da aus käme ich dann leicht nach Italien“. Aufgrund seiner finanziellen Mittel kann der schutzlose Flüchtling Don Sancho die Roma-Gruppe dazu bewegen, entgegen ihren Plänen über die Mancha bis zum Königreich Murcia zu ziehen, „weil er dort in der Nähe von Cartagena sei.“ Ebenso wie Juan/Andrés erhält auch Don Sancho einen Alias-Namen: Clemente. Preciosa ist nicht erfreut über diesen neuen Begleiter, den Juan/Andrés anfangs mit Argusaugen beargwöhnt. Doch während der anderthalbmonatigen Reise nach Murcia lässt Sancho/Clemente Preciosa in Ruhe, so dass Juan/Andrés sich beruhigt und sogar mit Sancho/Clemente anfreundet.
Haft und Heirat
In einem Dorf, „das drei Meilen von Murcia entfernt und noch innerhalb des Gerichtsbezirkes dieser Stadt“ liegt, nehmen Preciosa, ihre vermeintliche Großmutter, die drei Roma-Mädchen sowie Sancho/Clemente und Juan/Andrés „in einem Gasthaus Wohnung, das einer reichen Witwe gehörte. Diese hatte eine Tochter von siebzehn oder achtzehn Jahren mit Namen Juana Carducha, die ziemlich dreist, dabei aber nicht gerade eine Schönheit war.“ Die dreiste Juana Carducha macht dem scheinbar mittellosen Juan/Andrés einen Heiratsantrag, den dieser ablehnt. Der peinlich berührte Juan/Andrés ersucht seine Mitreisenden abzureisen. Sancho/Clemente verlässt mit ein paar größeren Gepäckstücken zuerst das Dorf – zu seinem Glück, denn Juana Carducha sieht aufgrund der Aufbruchsstimmung ihre Heiratsabsichten zunichtegemacht und versteckt Schmuck im Gepäck von Juan/Andrés. „Kaum hatten die Zigeuner den Gasthof verlassen, als sie laut zu schreien begann und rief, man habe ihr ihren Schmuck gestohlen.“ Die Polizei tritt auf den Plan, der Dorfschulze beginnt die Roma zu beschimpfen, sein Neffe tut es ihm gleich und gibt Juan/Andrés außerdem eine Ohrfeige, so dass Juan/Andrés „auf einmal wieder wußte, daß er nicht Andrés Caballero, sondern Don Juan und ein Edelmann war.“ Wütend tötet Juan/Andrés den Dorfschulzen-Neffen mit dessen eigenem Degen. Der Dorfschulze lässt Juan/Andrés sowie „alle anderen Zigeuner und Zigeunerinnen verhaften, deren er habhaft werden konnte“ und an die Gerichtsbarkeit in Murcia ausliefern. Juan/Andrés landet im Verlies. Doña Guiomar de Meneses, die Frau des Oberrichters, lässt Preciosa wegen ihrer Schönheit zu sich kommen; Preciosa wird von ihrer vermeintlichen Großmutter begleitet. Doña Guiomar fragt nach dem Alter Preciosas, erhält Antwort, ruft aus: „Genauso alt müßte jetzt meine unglückliche Constanza sein!“ Auch der Oberrichter taucht nun auf: der Calatrava-Ritter Don Fernando de Azevedo. Preciosas vermeintliche Großmutter, die am Himmelfahrtstag 1595 Constanza entführt hatte, gesteht ihre einstige Tat und liefert Beweisstücke dafür. Anhand zweier verborgener körperlicher Merkmale Preciosas kann außerdem Doña Guiomar sich selbst davon überzeugen, dass es sich bei Preciosa tatsächlich um ihre verschwundene Tochter Constanza handelt. Constanza/Preciosa und Juan/Andrés heiraten, Preciosas vermeintliche Großmutter wird begnadigt, ebenso die verliebte Juana Carducha, der Dorfschulze erhält 2000 Dukaten, weil er von einer Klage absieht, doch die willkürlich verhafteten Roma werden nur gegen Bürgschaft freigelassen.

## Textanalyse
Bei La Gitanilla handelt es sich um eine auktorial erzählte Kurzgeschichte nach italienischem Vorbild. Orte der Handlung sind Madrid, die Region um Toledo, ein Gebiet nahe La Peña de Francia sowie das Königreich Murcia. Die Geschichte spielt in der Amtszeit der spanischen Königin Margarete und nimmt mehrere Monate in Anspruch, beginnend mit dem Annentag (26. Juli).

### Figurenkonstellation
Hauptfiguren
- Preciosa (alias Doña Constanza de Azevedo y de Meneses): Preciosa ist „schöner und klüger“ als alle Roma-Frauen[28] und wirkt daher „wie eine hellstrahlende Fackel zwischen kleinen, schwachen Flämmchen“[29] Preciosa agiert geistreich und schalkhaft[30], selbstbewusst und emanzipiert: Von Juan/Andrés fordert sie beispielsweise, dass sie sich „stets frei und ungezwungen bewegen muß und keine Eifersucht mich hemmen und hindern darf“[11]. Ihre Seele, so Preciosa, sei „frei geboren und wird frei sein, solange ich es will.“[31] Insgesamt wirkt Preciosa mit ihren smaragdschimmernden Augen und dem „goldenen Haar“[29] exotisch unter ihresgleichen, so wie ihresgleichen Außenseiter in der Mehrheitsgesellschaft sind. In einer von Männern dominierten Gesellschaft steht Preciosa als Frau am sozialen Rand, und innerhalb der anderen Frauen fällt sie durch die „Schärfe ihres Witzes“[4] aus dem Rahmen und dadurch, dass sie auch andere Roma-Mädchen dazu bewegt, sich weniger zaghaft in Männerrunden zu zeigen.[32]
- Preciosas vermeintliche Großmutter: Preciosas vermeintliche Großmutter hat ihre angebliche Enkelin „so sorgfältig erzogen, wie wenn sie ein gebildetes Fräulein wäre“.[30] Preciosa benimmt sich daher stets gesittet,[4] und zum Erstaunen manches spanischen Herren[32] kann Preciosa beispielsweise lesen und schreiben.[30] Preciosas vermeintliche Großmutter selbst erweist sich als durchgehend geschäftstüchtig, was sie selbstironisch dahingehend kommentiert, sie wolle nicht, dass die Roma-Frauen ihretwegen „den Ruf verlieren, den sie sich im Verlaufe langer Jahrhunderte erworben haben, daß sie nämlich geldhungrig“ seien.[33]
- Andrés Caballero (alias Don Juan de Cárcamo): Don Juan ist ein äußerlich attraktiver Adliger[8], der zu gelegentlichen Eifersuchts-Ausbrüchen neigt.[12] Aus Liebe zu Preciosa ist er sogar bereit, für zwei Jahre seinen sozialen Status aufzugeben und an ihrer Seite umherzuziehen. Allerdings muss er sich in seinem neuen Umfeld um Anpassung bemühen, denn beispielsweise taugt er nach eigenem Bekunden nicht zum Dieb.[34]

Namentlich genannte Nebenfiguren
- Clemente (alias Alonso Hurtado, Don Sancho), erst ein adliger Poet, dann jemand, der als Totschläger fliehen muss
- Christina, ein Roma-Mädchen
- Juana Carducha, eine Wirtstochter, die sich in Andrés/Juan verliebt
- Don Fernando de Azevedo, Oberrichter in Murcia, Preciosas biologischer Vater
- Doña Guiomar de Meneses, Frau des Oberrichters, Preciosas biologische Mutter
- Don Francisco de Cárcamo, Vater von Don Juan de Cárcamo alias Andrés Caballero
- Doña Clara, Frau eines Amtmanns in Madrid

### Themen
Wahrheit und Täuschung
Am deutlichsten wird das Spannungsverhältnis zwischen Wahrheit und beabsichtigter oder unbeabsichtigter Täuschung bei den Figuren Preciosa/Constanza, Andrés/Juan und Clemente/Sancho. Alle drei leben zeitweise bewusst oder unbewusst mit falscher Identität und falschem Namen:
- Die vermeintliche junge Roma-Frau und Unterhaltungskünstlerin Preciosa ist eigentlich die Tochter eines Oberrichters und heißt Doña Constanza. Preciosa trägt Roma-Schmuck, während ihre vermeintliche Großmutter jahrelang ihren Kinderschmuck aufhebt, der eine hohe Herkunft belegt.[24]
- Der vermeintliche Roma-Mann Clemente ist eigentlich ein adliger Dichter namens Don Sancho, firmiert aber kurzzeitig auch als Alonso Hurtado. Er verkleidet sich als Müller, gibt sich als Wallfahrer aus.[14]
- Der vermeintliche Roma-Mann Andrés Caballero ist eigentlich ein Ritterssohn namens Don Juan. Er verkleidet sich als Roma-Mann, gibt sich Don Sancho gegenüber lediglich als Verwandter Preciosas aus statt als dessen Verehrer.[15] Mit seinem Geld will Andrés/Juan sich zur Aufrechterhaltung seiner Schein-Identität und der Gunst Preciosas davon loskaufen, etwas zu stehlen oder sonstiges zu tun, was er als Unrecht ansieht.[35] So entschädigt Andrés/Juan Diebstahlsopfer für aus eigener Tasche[36] und verfällt schließlich auf „die geheime Absicht, sich jeweils von dem Trupp zu entfernen und für sein Geld irgendwelche Gegenstände einzuhandeln, um dann später zu behaupten, er habe diese Dinge gestohlen.“[13]

Leben der Roma
La Gitanilla arbeitet bei der Schilderung des Roma-Lebens zumeist mit Stereotypen. Bereits der komplette erste Absatz der Novelle schildert ein antiziganistisches, negatives Stereotyp und schildert die Roma als „Spitzbuben und Diebe“, die diese Eigenschaften erst mit dem Tode verlören. Ein positives Stereotyp wird Preciosa in den Mund gelegt: Die Roma seien hinsichtlich ihrer Intelligenz „stets ihren Jahren voraus. Einen dummen Zigeuner oder eine beschränkte Zigeunerin gibt es nicht. Gerade weil sie, um ihr Leben zu fristen, schlau und gerissen sein müssen, schärfen und putzen sie die Klinge ihres Geistes bei jeder Gelegenheit, damit sich kein Rost ansetzt.“ Das dritte Stereotyp ist ebenfalls positiv: Die Roma als naturverbundene, ungebundene „Herren der Felder und Saaten, der Wälder und Berge, der Quellen und Flüsse“, die beispielsweise nicht ständig gezwungen seien, „Bittschriften einzureichen, die großen Herren aufzusuchen und irgendeine lächerliche Gunst von ihnen zu erflehen“, was Don Juan de Cárcamo dazu bewegt zu bekunden, in „eine Gemeinschaft, die auf solch vernünftigen und klugen Grundsätzen aufgebaut sei, wolle er gern eintreten, und es täte ihm leid, daß er erst jetzt dieses freie und glückliche Leben kennenlernen könne.“
Abgesehen von Stereotypen werden die Sinti und Roma aber auch als Menschen darstellt, die moralisch weder besser noch schlechter sind als die Angehörigen der spanischen Mehrheitsgesellschaft: All diese Menschen können negative Eigenschaften aufweisen wie Bestechung/Bestechlichkeit, Mitleid oder Neid. Neid, so der auktoriale Erzähler, „wohnt ebenso in den Hütten und Zelten der Zigeuner und Hirten wie in den Palästen der Reichen“.
Korruption
La Gitanilla spielt vor dem Hintergrund einer von Korruption durchsetzten Mehrheitsgesellschaft, in der sich die Roma an die allgemeinen Gebräuche anpassen müssen. Und auch andere müssten das nach Preciosas Auffassung. „Ihr müßt Euch bestechen lassen, Herr Amtmann! Laßt Euch bestechen und Ihr habt Geld“, fordert Preciosa Doña Claras finanzschwachen Ehemann auf, korrupt zu werden: Nur wenn er in einem Amt, das er innehat, Bestechungsgeld einnehme, „könne er nach seinem Rücktritt die Strafsummen zahlen und sich in Ruhe um einen neuen Posten bewerben.“ Bei anderer Gelegenheit macht Preciosas vermeintliche Großmutter deutlich, dass auch die Roma eben wegen der obrigkeitlichen Bestechlichkeit beizeiten genug Geld heranschaffen müssten: Dank Bestechungsgeldern „erhellt sich die düstere Miene des Staatsanwalts und all der Gehilfen des Todes, die wie die Harpyien auf uns arme Zigeuner lauern und mehr darauf erpicht sind, uns zur rupfen und zu schinden als einen Straßenräuber“. Die Novelle endet dann auch mit einem praktischen Beweis der großmütterlichen These: Die im Rahmen einer Sippenhaft willkürlich festgesetzten Roma werden nur gegen Bürgschaft freigesetzt, während der Totschläger Don Juan de Cárcamo als Ritterssohn und Angehöriger der Mehrheitsgesellschaft vergleichsweise glimpflich davonkommt.

## Nachwirkung
La Gitanilla und die Cervantes-Novelle La fuerza de la sangre wurden von Thomas Middleton und William Rowley 1623 als The Spanish Gypsy auf die Bühne gebracht. Antonio de Solís y Rivadeneyra bearbeitete 1656 die Cervantes-Novelle in seinem Schauspiel La Gitanilla de Madrid. Außerdem wurde La Gitanilla durch Carl Maria von Weber vertont (Preciosa, Uraufführung 1821, Libretto Pius Alexander Wolff). Darüber hinaus beeinflusste die Figur der Preciosa die Figur der Esmeralda im Roman Der Glöckner von Notre-Dame. Filmadaptionen nahmen 1924 der Franzose André Hugon (1886–1960) und 1940 der Spanier Fernando Delgado (1891–1950) vor. Pepitas Libretto für Léon Minkus’ Ballett Les Brigands (1875) basiert ebenfalls auf dem Gitanilla-Stoff.

## Deutschsprachige Textausgaben
- Miguel de Cervantes Saavedra: Geschichte des Zigeunermädchens. (Ü: Konrad Thorer [d. i. Frederick Philip Grove]). Insel Verlag, Leipzig 1912 (Insel-Bücherei 2).
- Miguel de Cervantes Saavedra: Die kleine Zigeunerin. In: Miguel de Cervantes Saavedra: Meistererzählungen: Die Beispielhaften Novellen. (=detebe-Klassiker. Band 22527). Aus dem Spanischen von Gerda von Uslar. Diogenes, Zürich 1993. ISBN 3-257-22527-X. S. 13–107.
- Miguel de Cervantes Saavedra: Die kleine Zigeunerin. In: Miguel de Cervantes Saavedra: Sämtliche Erzählungen. Aus dem Spanischen von Gerda von Uslar. Anaconda, Köln 2016. ISBN 978-3-7306-0330-7. S. 13–107.
- Anthologischer Auszug in: Adalbert Keil (Hrsg.): Die Prophezeiung (=Goldmanns Gelbe Taschenbücher. Band 1622). Goldmann, München 1965. S. 5–6.